# National Holocaust Monument
Il National Holocaust Monument (in francese: Monument national de l'Holocauste) è un memoriale dell'Olocausto a Ottawa, in Ontario, di fronte al Canadian War Museum all'angolo nord-est di Wellington e Booth Street, a circa 1,5 km da Parliament Hill. È stato progettato da Daniel Libeskind.
Il National Holocaust Monument Act (Bill C-442) ha sancito il progetto del memoriale nella capitale del Canada e ha ricevuto l'assenso reale il 25 marzo 2011. Il disegno di legge è stato proposto da Tim Uppal, ministro e deputato, e ha ricevuto il sostegno unanime. Il team per la realizzazione era guidato dalla società canadese Lord Cultural Resources.
Il monumento è supervisionato dalla National Capital Commission.
L'apertura, prevista per l'autunno del 2015, a causa dei ritardi nella costruzione subì un rinvio alla primavera del 2017. L'inaugurazione ufficiale è avvenuta il 27 settembre 2017.
Il monumento presenta una veduta della Torre della Pace e fotografie di Edward Burtynsky.
È stato costruito grazie al costante impegno dell'ex studentessa dell'Università di Ottawa Laura Grosman, nipote di un sopravvissuto all'Olocausto di origine polacca. Iniziò a sostenere la necessità della costruzione di un monumento per commemorare le atrocità naziste e per tenere le luci sempre accese sui sopravvissuti all'Olocausto canadesi. Ha promosso una campagna di sostegno e ha incontrato vari membri del Parlamento per promuovere un apposito disegno di legge.